# Казамарчано
Казамарча̀но (на италиански: Casamarciano; на неаполитански: Casamarcian', Казамарчанъ) е малко градче и община в Южна Италия, провинция Неапол, регион Кампания. Разположено е на 70 m надморска височина. Населението на общината е 3559 души (към 2010 г.).